# Das geheimnisvolle Telefon
Das geheimnisvolle Telefon (auch: Das geheimnisvolle Telephon) ist ein deutscher Kriminalfilm von 1916.

## Inhalt
Der Detektiv Kelly Brown besiegt die Gauner, die eine reiche Erbin betrügen wollen.

## Hintergrund
Die Dreharbeiten fanden in Berlin und Umgebung statt. Produziert wurde der Film von der Apollo Film GmbH. Die Verleihfirma war die Standard Filmverleih Deutschland. Er hat eine Länge von fünf Akten auf 1301 Metern, das entspricht in etwa 71 Minuten. Zensiert wurde er im Dezember 1916. Die Polizei Berlin erließ nicht nur ein Jugendverbot, sondern verbot auch eine Aufführung für die Dauer des Krieges (Nr. 40020). Die Polizei München erlaubt keine Ankündigung als Detektivfilm (Nr. 24024, 24025, 24026, 24027, 24028). Die Reichsfilmzensur Berlin bestätigte das Jugendverbot am 3. Mai 1921 (Nr. 2101). Die Uraufführung fand am 8. Dezember 1916 in Düsseldorf in den Schadow-Lichtspielen oder im Februar 1917 im Marmorhaus in Berlin statt. Dabei wurde angeblich eine Verfolgung zu Pferde auf einer Leinwand in fünf Bilder geteilt.